# Кентен, Иван
Ива́н Кенте́н (фр. Yvan Quentin; род. 2 мая 1970, Колломби-Мураз, Швейцария) — швейцарский футболист, выступавший на позиции защитника. Наиболее известен по выступлениям за «Сьон», «Цюрих» и сборную Швейцарии. Участник чемпионата мира 1994 года и чемпионата Европы 1996.

## Карьера
Иван — швейцарский защитник, который всю свою карьеру провёл выступая на родине за местные клубы «Сьон», «Ксамакс» и «Цюрих». Большую часть карьеры Кентен провёл в «Сьоне». В составе этого клуба он дважды становился чемпионом Швейцарии в 1992 и 1997 годах, а также четырежды поднимал над своей головой Кубок страны.
После четырёх сезонов проведённых в «Цюрихе» и очередной победы в Кубке Иван снова возвращается в «Сьон», но из-за высокой конкуренции и травм так и не появляется на поле. В конце сезона 2003—2004 Кентен принимает решение о завершении футбольной карьеры.

## Карьера в сборной
Кентен вызывался в сборную Швейцарии на протяжении 10 лет. Правда, основным игроком команды он являлся только в период с 1994 по 1996 год. Как и у многих футболистов того поколения, пик карьеры Кентена пришёлся на Чемпионат Мира 1994 года в США, когда сборная вышла в 1/8 финала. На турнире он сыграл в матчах против сборных Колумбии, Румынии, Испании и США.
После этого Иван отыграл в большинстве матчей отборочного турнира к Чемпионату Европы 1996 года и поехал в Англию в качестве основного игрока. На турнире он сыграл в матчах против команд Англии, Нидерландов и Шотландии.
После Евро Кентена не вызывался в сборную 5 лет. Свои следующие матчи за национальную команду защитник сыграл только в 2001 году в отборочных матчах к Чемпионату Мира 2002 года, куда швейцарцы не попали.
В начале 2002 года Иван снова вызывается на товарищеский матч сборной, но на поле так и не появляется.

## Достижения
Командные
 «Сьон»
- Чемпионат Швейцарии по футболу — 1991/92
- Чемпионат Швейцарии по футболу — 1996/97
- Обладатель Кубка Швейцарии — 1990/91
- Обладатель Кубка Швейцарии — 1994/95
- Обладатель Кубка Швейцарии — 1995/96
- Обладатель Кубка Швейцарии — 1996/97

 «Цюрих»
- Обладатель Кубка Швейцарии — 1999/00